# Emmanuel Nunes
Emmanuel Nunes (født 31. august 1941 i Lissabon Portugal – død 2. september 2012) var en portugisisk komponist. 
Nunes studerede komposition på Academia de Amadores de Música (1959-1963). Han havde også taget kurser hos Karlheinz Stockhausen. 
Han har skrevet orkesterværker, kammermusik,elektroniskmusik,operaer,vokalmusik og solostykker for forskellige instrumenter.
Nunes var bosat i Paris fra 1964 og frem til sin død.

## Udvalgte værker
- Fermat (1973) -  for orkester og bånd
- Ruf (1977) - for orkester og bånd
- Impromptu for en rejse nr. I (1973) - for trompet, fløjte, bratsch og harpe
- Impromptu for en rejse nr. II (1974-1975) - for fløjte, bratsch og harpe
- Ændringer (1986) - for ensemble og liveelektronik
- Clivages nr. I og nr. II (1987-1988) - for 6 slagtøjsspillere